# Кланец при Козини
Кланец при Козина (словен. Klanec pri Kozini, итал. San Pietro di Madrasso) је насељено место у општини Хрпеље-Козина, Обално-Крашка регија, Словенија.

## Историја
До територијалне реорганизације у Словенији био је у саставу старе општине Сежана.

## Становништво
У попису становништва из 2011. године, Кланец при Козини је имао 115 становника.
| Број становника према пописима | Број становника према пописима | Број становника према пописима |
| ------------------------------ | ------------------------------ | ------------------------------ |
| 1991                           | 2002                           | 2011                           |
| 101                            | 99                             | 115                            |

Напомена: До 1953. исказивано под именом Кланец. Године 2000. умањено за део насеља који је припојен насељу Оцизла.